# Сражение при Боско
Сражение при Боско (англ. Battle of Bosco) или Второе сражение при Нови — одно из сражений во время Войны второй коалиции эпохи французских революционных войн. 24 октября 1799 года французский корпус дивизионного генерала Лорана Гувиона Сен-Сира разбил австрийскую дивизию во главе с фельдмаршал-лейтенантом Андреасом Карачаем.
Череда поражений, кульминацией которой стала битва при Нови 15 августа 1799 года, заставила французскую Итальянскую армию цепляться за Геную, Кунео и гребни Лигурийских Альп. Австрийская угроза Генуе была встречена сильным ударом Сен-Сира на север через Нови против дивизии Карачая у Боско-Маренго.
В то время как сильные колонны Виктора и Лемуана, примкнув к левому крылу (Гренье), перешли в контрнаступление на австрийцев, Сен-Сир получил приказ атаковать на Нови своими силами без кавалерии и орудий. Перед ними была слабая бригада Карачая, оставленная Меласом для наблюдения за Нови и Тортоной. 23 октября три французские бригады Ватрена, Домбровского и Лабуасьера двинулись вперед, вступили в контакт с противником. Когда эти войска достигли Нови, генерал Карачай был вынужден отступить на свои укрепленные позиции. Части Мутона, переправились через реку Нови и закрепились в садах северного предместья, со стороны Поццоло-Формигаро. Сен-Сир оставил Лабуасьера в качестве резерва и выдвинул Ватрена на правый фланг с приказом двигаться против Поццоло и попытаться окружить австрийцев.
Утром генералу Домбровскому было приказано развернуться на равнине и нанести общий удар, двигаясь к Поццоло. Лабуасьер начал новую атаку, и Ватрен сделал то же самое. Противник медленно отступал, пока не достиг Боско, где укрылся в траншеях. В Боско у австрийцев было 12 артиллерийских орудий (4 батареи), сильная линия пехоты и много кавалеристов. Бригады Лабуасьера и Ватрена развернулись таким образом, что Боско был полуокружён, а дорога в Алессандрию находилась под полным контролем французов.
Генерал Карачай контратаковал дивизию Лабуасьера, что французы начали отступать. Ватрен твердо стоял на своей позиции, решительно защищая свой правый фланг. Домбровский ударил в штыки по австрийской кавалерии и расстроил её. Сен-Сир прибыл во главе своего резерва, в то время как правое крыло Ватрена продвинулось вперед и штыками атаковало врага, отбросив австрийцев к Боско. В течение нескольких часов австрийцы стойко оборонялись, перехода в контратаки, опираясь на свою превосходящую кавалерию и артиллерию. К концу дня французы и поляки все же разбили австрийцев и выбили их с позиций. Окруженная австрийская кавалерия попала в плен, а все австрийское правое крыло, начавшее преследование войск Лабуасьера, поняв, что Боско уже занято поляками, в беспорядке отошло назад.
Неделей позже немного западнее генерал Шампионне с основными силами Итальянской армии столкнулся 4 ноября с австрийцами Михаэля фон Меласа в Женола.